# Ipoteza lumii ARN

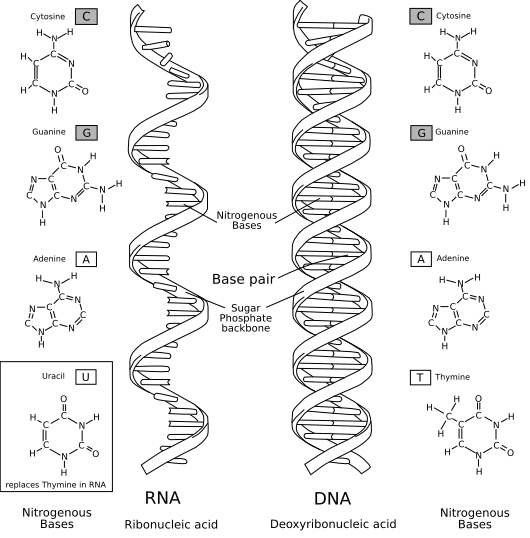
O comparație între ARN (stânga) și ADN (dreapta)

Lumea ARN se referă la ipoteza conform căreia moleculele de ARN, care se pot reproduce independent, ar sta la baza vieții de pe Pământ.
Ipoteza că viața de pe Pământ se trage din lumea ARN este acceptată de mulți, 
deși mai există și alte ipoteze alternative, și de asemenea, alte forme de viață ar fi putut exista înaintea lumii ARN.
Conform ipotezei, lumea ARN a fost succedată de dogma centrală a biologiei moleculare (conform căreia ADN-ul este transcris in ARN, care este translatat în proteine), trecând printr-o fază intermediară a enzimelor ribonucleoproteice. Această ipoteză este susținută de faptul că proteinele  suficient de mari pentru a se auto-plia au apărut numai după apariția ARN-ului, care a putut astfel cataliza legarea peptidelor și polimelizarea aminoacizilor.
Se pare că ADN-ul a preluat rolul de stocare a datelor al ARN-ului, deoarece este mult mai stabil,, în timp ce proteinele, mai variate prin natura aminoacizilor, au preluat rolul ARN-ului în biocataliză.
Ipoteza lumii ARN este susținută de mai multe surse independente, cum ar fi faptul că ARN-ul este esențial în procesul de translație și de faptul că sARN-ul (small ARN) poate cataliza toate procesele în care se transferă informația necesară vieții.  
Analiza structurii ribozomului a arătat că ribozomul este de fapt o ribozimă.  
Multe dintre componentele esențiale ale unei celule (și deci cele care evoluează cel mai lent) sunt compuse aproape în întregime din ARN. De asemenea, mulți cofactori (ATP, acetil-CoA, NADH etc.) sunt fie nucleotide, sau substanțe similare nucleotidelor. Aceste fapte sugerează că ARN-ul și cofactorii din celulele actuale sunt rămășițe ale unui sistem enzimatic bazat pe ARN, care a precedat sistemul bazat pe proteine pe care îl vedem azi.

## Istoria
Una dintre provocările studiului abiogenezei este aceea că toate sistemele de reproducere și metabolism din lumea vie implică trei tipuri distincte de molecule (ADN, ARN și  proteine).
Acest fapt sugerează că viața așa cum a arată ea, a fost precedată de niște sisteme mai simple. Acest concept se regăsește în alticolele lui  Francis Crick și Leslie Orgel,, dar și în cartea lui Carl Woese intitulată The Genetic Code (Codul genetic).
În 1962 biologul molecular Alexander Rich, de la Massachusetts Institute of Technology, a propus aceeași ipoteză.
Sintagma "lumea ARN" a fost prima oară folosită de câștigătorul premiului Nobel Walter Gilbert în 1986.

## Proprietățile ARN-ului
ARN-ul reprezintă un catalizator eficient, iar similaritatea lui cu ADN-ul îi conferă posibilitatea de a stoca informații în mod eficient. Cu toate acestea, opiniile sunt împărțite cu privire la posibilitatea ca ARN-ul să fi stat la baza primei forme de viață. 
O versiune a ipotezei este că un tip diferit de acid nucleic, numit pre-ARN, a fost prima moleculă care s-a putut auto-reproduce. Pe de altă parte, noile descoperiri arată că  ribonucleotidele pirimidine pot fi sintetizate în condiții prebiotice , ceea ce înseamnă că este prematur să eliminăm scenariile ipotezei ARN.

### ARN ca enzimă
Ribozimele se găsesc în formele de viață ADN cunoscute nouă și pot fi considerate fosile vii. Ribozimele joacă roluri vitale, cum ar fi rolul lor din ribozomi, ceea ce e vital în sinteza proteinelor. Ribozimele au însă multe alte roluri.
Iată cîteva dinte proprietățile enzimatice esențiale pentru începutul vieții:
- Auto-replicarea. Abilitatea de a se auto-replica, sau de a sintetiza noi molecule ARN. În laborator au fost produse molecule relativ scurte de ARN care pot sintetiza alte molecule ARN. Cea mai scurtă moleculă de ARN care se poate auto-replica are lungimea de 165 de baze. O altă versiune, de 189 de baze, avea o rată de eroare de 1.1% per nucleotidă, la sintetizarea unui strand ARN de 11 nucleotide dintr-un șablon (template).[17]

Această ribozimă de 189 de baze a polimerizat un șablon de maxim 14 nucleotide, lungime care e prea scurtă pentru auto-replicare, dar procedeul ar putea fi îmbunătățit dacă studiul ar fi continuat. Cel mai lung șir generat de o ribozimă a fost de 20 de nucleobaze.
- Cataliza. Abilitatea de a cataliza reacții chimice simple - proces ce poate îmbunătăți crearea moleculelor ARN (un strand ARN care poate facilita crearea mai ușoară a altor stranduri ARN).

Câteva molecule ARN cu aceste proprietăți au fost create în mod artificial în laborator. 
Un studiu recent a arătat că orice acid nucleid poate evolua într-o secvență catalitică, dacă există condiții prielnice.
De exemplu, un fragment ADN ales arbitrar de lungimea a 50 de nucleotide, care codează ARN-ul mesager al genei albumină a speciei Bos taurus, a evoluat, in vitro, într-o enzimă cu proprietăți catalitice, care putea cliva moleculele ARN.
Enzima cu proprități catalitice a evoluat în mai puțin de două săptămâni.   
În general ADN-ul este mai inert chimic decât ARN-ul, și de aceea dezvoltă mai puține proprietăți catalice. Se crede că dacă evoluția in vitro are efect asupra ADN-ului, cu atât mai mult aceasta ar avea efect asupra ARN-ului.
- Ligarea aminoacizilor la ARN.[22]

- Formarea legăturii peptidelor.

Abilitatea de a cataliza legăturile peptidice dintre aminoacizi pentru a produce peptide scurte sau proteine.
Această funție este îndeplinită în celulele moderne de către ribozomi, de către un complex de mai multe molecule ARN cunoscute sub numele de rARN și de câteva proteine. Se crede că moleculele rARN sunt responsabile de activitatea enzimatică, deoarece niciun aminoacid nu se găsește mai aproape de 18 Å de locul activ al enzimei, și, la eliminarea aminoacizilor din ribozom, ribozomul rezultat își păstrează activitatea de peptidil transferază, având capacitate ridicată de a forma legături peptidice între aminoacizi. 
O variantă mai scurtă de moleculă ARN a fost sintetizată în laborator, având abilitatea de a forma legături peptidice. De asemenea, s-a sugerat că rARN-ul ar fi evoluat dintr-o moleculă similară.

### ARN și stocarea informațiilor
ARN-ul este o moleculă similară cu ADN-ul. Un strand ARN și un strand ADN pot forma un dublu helix. De aceea, ARN-ul poate stoca informații în mod similar cu ADN-ul. Cu toate acestea, ARN-ul este mai puțin stabil.

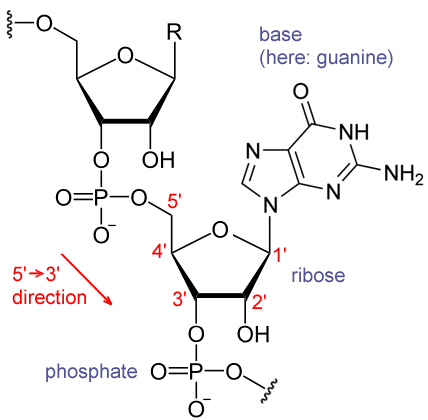
Diferența majoră dintre ADN și ARN este prezența unui grup hidroxil la poziția 2'.

## Legături externe
- "The RNA world" (2001) by Sidney Altman, on the Nobel prize website
- "Exploring the new RNA world" (2004)  by Thomas R. Cech, on the Nobel prize website
- "The Formation of the RNA World" Arhivat în 1 martie 2012, la Wayback Machine. by James P. Ferris
- "Exploring Life's Origins: a Virtual Exhibit"
- http://www.hhmi.org/bulletin/pdf/june2002/RNA.pdf Arhivat în 8 iunie 2011, la Wayback Machine. HHMI bulletin
- Sutherland JD (2010). „Ribonucleotides”. Cold Spring Harbor Perspectives in Biology. 2 (4): a005439. doi:10.1101/cshperspect.a005439. PMC 2845210 . PMID 20452951.